# ISDB
ISDB (англ. Integrated Services Digital Broadcasting, 統合デジタル放送サービス (яп. Tōgō dejitaru hōsō sābisu)) — семейство японских стандартов цифрового телевидения (DTV) и цифрового радио (DAB), используемое телевизионными и радиосетями. ISDB заменил ранее существовавшие стандарты аналогового телевидения. Цифровое спутниковое вещание ISDB-S было запущено телекомпанией NHK и впоследствии присоединившимися другими телекомпаниями 1 декабря 2000 года. Услуги, задействующие цифровое эфирное телевещание (DTTB) с использованием стандартов ISDB-T, были предоставлены в качестве пробного запуска: в декабре 2003 года — в Японии, в декабре 2007 года — в Бразилии. Впоследствии ряд стран приняло ISDB в качестве основного стандарта цифрового телевидения.

## Страны и регионы, использующие ISDB-T

### Азия
- Япония
- Филиппины официально приняли стандарты ISDB-T, на данный момент идет тестовое вещание.[1][2]
- Мальдивы официально приняли стандарты ISDB-T.[3][4]
- Шри-Ланка официально приняла стандарты ISDB-T HD.[5][6]
- Таиланд использует ISDB-T, но в настоящее время склоняется к переходу на DVB-T2.

### Центральная и Южная Америка
- Бразилия официально использует ISDB-T International, уже начала вещание в цифре.
- Уругвай официально использует ISDB-T International, уже начал вещание в цифре.[7][8]
- Перу официально использует ISDB-T International, уже начала вещание в цифре.
- Аргентина официально использует ISDB-T International, уже начала вещание в цифре.
- Чили официально использует ISDB-T International, уже начала вещание в цифре.
- Венесуэла официально использует ISDB-T International, уже начала вещание в цифре.
- Эквадор официально использует ISDB-T International, уже начал вещание в цифре.
- Коста-Рика официально использует ISDB-T International, уже начала вещание в цифре.[9]
- Парагвай официально использует ISDB-T International, уже начал вещание в цифре.[10]
- Боливия официально использует ISDB-T International, уже начала вещание в цифре.[11][12]
- Никарагуа официально использует ISDB-T International, находится на стадии перехода к цифре.[13]
- Гватемала официально использует ISDB-T International, находится на стадии перехода к цифре, некоторое время тестировала стандарты ATSC.
- Гондурас официально использует ISDB-T International, некоторое время тестировал стандарты ATSC.
- Белиз находится на стадии перехода к цифре,

### Африка
- Ботсвана официально использует ISDB-T International, находится на стадии перехода к цифре.[14][15][16]

## О стандартах
Все права на ISDB принадлежат японской организации ARIB. Стандарты можно загрузить с веб-сайта японской организации DiBEG и у ARIB.
Основу стандартов ISDB — ISDB-S (спутникового телевидения), ISDB-T (эфирного телевидения), ISDB-C (кабельного телевидения) и спутникового вещания в диапазоне 2,6 ГГц для мобильных устройств — составляет мультиплексирование в транспортный поток на базе MPEG-2 или MPEG-4, а также аудиокодеки и видеокодеки на базе MPEG (MPEG-2 или AVC для видео, AAC для аудио) и способность воспроизводить как телевидение высокой четкости, так и телевидение нормальной четкости. Стандарт ISDB-T, а также ISDB-Tsb, используется и при эфирной трансляции на ТВ-частотах для мобильных устройств. Кроме того, для портативных и мобильных устройств вроде смартфонов, ноутбуков и КПК имеется служба ISDB-T под названием 1seg.
Название семейства стандартов было подобрано с таким расчетом, чтобы быть похожим на аббревиатуру ISDN, так как оба семейства используют объединение множества потоков в один транспортный поток данных (процесс, названный мультиплексированием). Стандарт ISDB также по принципу действия подобен более раннему стандарту цифрового радио, Eureka 147, согласно которому передатчик посылает целую группу сигналов с различных станций; тот же принцип использует стандарт DVB-T для многоканального цифрового телевидения. ISDB берет под контроль все неиспользуемые каналы, что в других странах постоянно делается в случае цифрового телевидения, но в случае цифрового радио никогда прежде не применялось.

### Вещание
Перед вещанием транспортные потоки проходят модуляцию и различные форматы стандарта ISDB часто различаются лишь тем, какая модуляция используется перед началом вещания. Формат ISDB-S, использующий диапазон частот 12 ГГц, предполагает применение модуляции PSK, для аудиовещания в диапазоне частот 2,6 ГГц используется модуляция CDM, транспортный поток эфирного телевидения формата ISDB-T (в диапазонах УВЧ и/или УКВ) модулируется при помощи COFDM с PSK/QAM.

### Использование интерактивности
Помимо собственно вещания сигнала различными способами, стандарты ISDB предполагают подсоединение к Интернету и использование различных каналов (10Base-T/100Base-T, модем с использованием телефонной линии, модем мобильного телефона, беспроводное соединение (IEEE 802.11) и т. д.) и различных протоколов. Это, например, используется для интерактивных интерфейсов вроде передачи данных (ARIB STD-B24) и электронных версий программы телепередач (EPG).

### Интерфейс и шифрование
Спецификации ISDB описывают большое количество различных интерфейсов (в том числе и сетевых), но основным из них является Единый интерфейс (англ. Common Interface) для Conditional Access System (или просто CAS). Хотя в спецификациях ISDB указаны различные типы CAS, в Японии используется лишь один — B-CAS. Система передачи данных (ARIB STD-B24) же в свою очередь определяет систему Common Scrambling Algorithm (CSA), также именуюмую MULTI2, которая применяется для (де-)скремблирования телевидения.
Интерфейс ISDB CAS находится в ведении компании B-CAS, а карты, выдаваемые этой компанией абонентам телевидения, называют картами B-CAS. Все телевидение стандарта ISDB шифруется при использовании интерфейса B-CAS, даже если абонент просматривает только бесплатные программы.
Также ISDB поддерживает использование Управления правами и защитой (англ. Rights management and protection, RPM). C постепенным распространением цифрового телевидения растет вероятность того, что любой имеющий DVD-рекордер или рекордер HDTV может без особых трудностей записать и распространить любые данные, посылаемые при помощи транспортного потока. Именно поэтому производители из Голливуда запросили применение защиты от копирования путём специального шифрования RPM. Контент может шифроваться в трех режимах: «одиночное копирование», «свободное копирование» и «защищено от копирования». В режиме одиночного копирования (англ. copy once) программа единожды сохраняется на жестком диске и далее не может быть скопирована: при попытке еще раз скопировать на другой носитель пользователь получает уведомление, что копия имеет защиту от копирования «одиночное копирование» и копирование прекращается. Режим «защищено от копирования» (англ. “copy never”) может быть установлен только заранее. Японское правительство рассматривает использование Digital Transmission Content Protection (DTCP) «Шифрование плюс без контроля», что позволяет совершать многократное копирование цифрового контента с использованием совместимых устройств.

## Ресивер
В странах со стандартами ISDB используется два различных типа ресиверов: встроенный в телевизор и цифровая приставка. Соотношение сторон, определенное стандартами приема ISDB, равно 16:9; телевизоры, которые соответствуют этому требованию, в Японии называют Hi-Vision TV. Практически все виды телевизоров — на электронно-лучевой трубке (CRT), плазменная панель (PDP) и жидкокристаллические телевизоры (LCD) — попадают в эту категорию, но именно жидкокристаллические телевизоры на данный момент являются наиболее популярным товаром для Hi-Vision TV на японских рынках. Самый дешевый LCD-телевизор, по данным на ноябрь 2011 года, можно было купить: 32 дюйма — ~ 360 $, 22 дюйма — ~ 233 $.
Среднестатистический ресивер, который можно заметить на японских рынках телевизионного оборудования, имеет следующие разъемы:
- разъем типа F (для подключения стандартного ТВ-кабеля);
- разъем HDMI или D4 для передачи видео и аудио высокой четкости на монитор домашнего кинотеатра.
- цифровой оптический аудиовыход, чтоб подключать усилитель или колонки домашнего кинотеатра с конфигурацией 5.1
- Разъем IEEE 1394 (иначе FireWire) для подключения устройств записи цифрового потока (DVD-рекордеров)
- видеоразъем RCA обеспечивает сигнал SDTV, для аналоговых телевизоров CRT или VCR.
- аудиоразъемы RCA обеспечивают аудио в стереоформате для аналоговых телевизоров CRT или VCR.
- разъем S-Video для VCR или аналоговых телевизоров CRT.
- разъемы для подсоединения либо модема, использующего телефонную линию, либо 10BASE-T/100BASE-T, обеспечивающие подключение к Интернету.
- особый разъем для карт B-CAS, чтобы иметь возможность совершать дескремблирование ТВ.
- разъем для подключения инфракрасного датчика, чтобы управлять различными устройствами.

## Технология защиты от копирования
Большинство японских телевизионных компаний ставит на свой контент защиту от копирования типа «однократное копирование», которая позволяет пользователю записать его на какой-либо цифровой носитель (D-VHS, DVD, HDD, и т. д.), но впоследствии лишает этого пользователя прав создавать еще копии на других цифровых носителях. Однако, несмотря на это, защита от копирования типа «однократное копирование» не запрещает копирования между различными носителями. Так, копирование с жесткого диска (HDD) на аналоговый носитель (вроде обычного VHS) не воспринимается как создание копии. В противовес, формат 1seg, используемый в вещании высокой четкости для мобильных устройств, передает поток, занимающий 1/13 цифрового канала, и при записи контента создается видеофайл, не содержащий сведений о защите от копирования.
Многие пользователи тем не менее взволнованы новостями о том, что в будущем меры по защите контента от копирования будут намного более строгими. В ISDB уже существуют режимы, при которых вывод контента на аналоговый носитель (через разъемы D4, компонентный, композитный, S-Video) также может быть запрещен. Более того, в будущем вероятно введение поправки Закона об авторских правах, согласно которой, ресиверы лишатся всех аналоговых разъемов. То же касается и других устройств, вроде DVD- и BD-плейеров, на данный момент проданных ТВ-тюнеров, а также жидкокристаллических телевизоров и плазменных панелей без обязательного разъема HDMI. Кроме того, все устройства, способные записывать только через аналоговые разъемы, также будут изъяты из продажи. Все эти ограничения по защите от копирования будут применены после того, как будет полностью завершено вещание аналоговых сигналов. Ни о каким схемах компенсаций объявлено не было, и зрители будут вынуждены покупать совместимое ТВ-оборудование или соответствующую стандарту ISDB цифровую приставку. также ходят слухи, что программы могут получить защиту от копирования типа «копирование невозможно».
Защита от копирования на данный момент может быть обеспечена наличием стандартного оборудования для трансляции в формате ISDB.
Используемый в Бразилии стандарт ISDB-Tb, в отличие от японского собрата, не содержит информации о защите от копирования. В некоторых других странах в качестве защиты используются местные варианты системы CAS (вроде verimatrix), но по усмотрению операторов цифрового телевидения.

### Карта B-CAS
Карты B-CAS требуются для декодирования любого цифрового канала Японии. Карты предоставляются бесплатно, их можно найти в качестве бонуса в комплекте с каждым набором цифрового ТВ или каждым ТВ-тюнером. Чтобы использовать саму карту, пользователь должен согласиться на использование сервисов оператора, указанного на карте. Хотя просмотр телевизора доступен даже тогда, когда карта просто вставлена в специальный разъем телевизора, пользователь не может смотреть цифровые каналы, если он не согласился на использование сервисов оператора. По сути, пользователи «вынуждены» согласиться на использование этих сервисов. Регистрироваться после этого не обязательно, но, тем не менее, регистрация рекомендуется, так как предоставляет доступ ко всем нужным интерактивным услугам. Кроме того, незарегистрированная карта B-CAS выводит в углу экрана водяной знак с предложением зарегистрироваться. Тем не менее, много пользователей беспокоится об утечке персональных данных, так как ТВ-станции получают доступ к персональным данным почти каждого жителя Японии. В случае утраты или повреждения карта может быть восстановлена за определенную плату.

## Сервисы
Среднестатистический японский оператор цифрового вещания предоставляет следующие сервисы:
- канал, содержащий один поток формата SDTV и до трех потоков формата HDTV;
- обеспечение передачи данных;
- предоставление интерактивных услуг: доступ к играм и совершению покупок, предоставление телефонной линии или широкополосного Интернета.
- предоставление электронной версии программы телепередач
- возможность отправлять патчи микропрограмм.

В некоторых странах имеются примеры по предоставлению более 10 сервисов SDTV с кодированием H.264.

## Формат ISDB-S

### История
Первоначально для спутникового вещания Япония использовала стандарты формата DVB-S: в октябре 1996 года через спутники связи был запущен сигнал PerfecTV, а в декабре 1997 года — DirecTV. Однако, как выяснилось, стандарты DVB-S не удовлетворили некоторые телекомпании, в частности телекомпанию NHK и такие ключевые частные телекомпании, как Nippon Television, TBS, Fuji Television, TV asahi, TV Tokyo и WOWOW. Как следствие, ARIB вынуждены были разработать свой собственный стандарт, ISDB-S. В качестве основных технических требований к стандарту были запрошены возможности HDTV, интерактивные службы, доступ к сети, эффективное использование частоты и др. Стандарт DVB-S допускал передачу потока при пропускной способности примерно 34 Мбит/с на один отдельный спутниковый транспондер, что означает, что каждый транспондер может вещать лишь один канал HDTV. К сожалению, NHK могла себе позволить лишь четыре спутниковых транспондера, и это вынудило ARIB пересмотреть стандарты передачи потока при разработке ISDB-S: для своего стандарта они обеспечили передачу потока на скорости 51 Мбит/с для каждого транспондера, что означает, что новый стандарт был в 1,5 раза эффективнее DVB-S? и один транспондер теперь может передавать два канала HDTV, не считая метаданных и независимых аудиопотоков. Цифровое спутниковое вещание (BS digital) было запущено телекомпанией NHK и впоследствии присоединившимися другими телекомпаниями 1 декабря 2000 года. На сегодняшний день спутником широкополосной связи на 110 градусов (восточной долготы) и стандарты ISDB-S используют SKY PerfecTV!, Skyport TV, Sky D, CS burn, Platone, EP, DirecTV, J Sky B и PerfecTV!.

### Технические спецификации
Данная таблица показывает сводку технических характеристик ISDB-S (спутниковое цифровое вещание):
| Кодировка транспортного канала | Модуляция                                | TC8PSK, QPSK, BPSK (Иерархическая передача) | TC8PSK, QPSK, BPSK (Иерархическая передача) |
| Кодировка транспортного канала | Исправление ошибок                       | Внутреннее кодирующее устройство            | решетчатое кодирование [TC8PSK] и свертка   |
| Кодировка транспортного канала | Исправление ошибок                       | Внешнее кодирующее устройство               | RS(204,188)                                 |
| Кодировка транспортного канала | Исправление ошибок                       | TMCC                                        | Свертка+RS                                  |
| Кодировка транспортного канала | Мультиплексирование временного интервала | TMCC                                        | TMCC                                        |
| Условный доступ                | Условный доступ                          | Multi-2                                     | Multi-2                                     |
| Передача данных                | Передача данных                          | ARIB STD-B24 (BML, ECMA script)             | ARIB STD-B24 (BML, ECMA script)             |
| Информация о сервисах          | Информация о сервисах                    | ARIB STD-B10                                | ARIB STD-B10                                |
| Мультиплексирование            | Мультиплексирование                      | Системы MPEG-2                              | Системы MPEG-2                              |
| Аудиокодек                     | Аудиокодек                               | MPEG-2 Audio(AAC)                           | MPEG-2 Audio(AAC)                           |
| Видеокодек                     | Видеокодек                               | MPEG-2 Video                                | MPEG-2 Video                                |

### Канал
Частоты и спецификации японских спутников, использующих ISDB-S:
| Способ                                                                               | Цифровое вещание BS | Широкополосное цифровое вещание CS |
| ------------------------------------------------------------------------------------ | ------------------- | ---------------------------------- |
| Диапазон частот                                                                      | от 11,7 до 12,2 ГГц | от 12,2 до 12,75 ГГц               |
| Скорость передачи                                                                    | 51 Mбит/с (TC8PSK)  | 40 Mбит/с (QPSK)                   |
| Величина диапазона вещания                                                           | 34,5 МГц*           | 34,5 МГц                           |
| *Совместимость со спутниковым вещанием диапазона 27 MГц для аналоговой трансляции FM |                     |                                    |

## Спутниковое вещание для мобильных устройств
Сервисы, которые передают через спутник цифровое аудио в диапазоне 2,6 ГГц и используют соответствующие спецификации, носят название MobaHo!. Эти сервисы предоставлялись с 20 октября 2006 года и завершили свою работу 31 марта 2009 года.

## Формат ISDB-Tsb
ISDB-Tsb — формат и соответствующие спецификации для эфирного вещания цифрового аудио. Имеет те же характеристики, что и ISDB-T, но используется только для аудио. Поддерживает кодирование передачи OFDM.

## Формат ISDB-C
ISDB-C — формат и соответствующие спецификации для кабельного вещания цифрового телевидения. Все технические спецификации разработаны JCTEA.

## Формат ISDB-Tmm
ISDB-Tmm — формат и соответствующий набор стандартов для эфирного вещания мультимедиа ISDB для мобильных устройств. Формат использует определенное число сегментов станций и видеокодек MPEG 4 AVC/H.264. Многоканальный ISDB-Tmm служит, чтобы выделять мультимедиа определенного содержания (спорт, кино, музыка и т. д.) с качеством звука CD. Сервисы формата используют диапазон УКВ, 207,5-222 МГц, задействованный после перехода на цифровое телевидение в июле 2011 года. 9 сентября 2010 года Японские власти выдали лицензию на этот формат для  mmbi, Inc. или Multimedia Broadcasting, Inc  (яп. マルチメディア放送 Maruchi Medhia Hōsō). Лицензия на формат MediaFLO выдана не была.
14 июля 2011 года было анонсировано, что новая радиостанция, использующая формат ISDB-Tmm, будет называться NOTTV, а 13 октября 2011 года Министерство внутренних дел и связи Японии утвердило положение о начале работы радиостанции. С 1 апреля 2012 года служба начала платное вещание для Равнины Канто, Аити, Осаки, Киото и некоторых других префектур. План развертывания состоял в том, чтобы к концу 2012 года охватывать 73 % домов Японии, к концу 2014 года — 91 %, а к 2016 году развернуть вещание в национальном масштабе, установив 125 станций вещания. Было обещано, что на рынок будут выпущены смартфоны и планшеты, поддерживающие прием мультимедиа этого формата.

## Стандарты
В таблице ниже приведены стандарты, созданные ARIB и JCTEA.
| Канал                                    | Связь со спутниковым телевидением | Вещание телевидения при помощи спутника связи     | Эфирное телевидение                               | Спутниковое аудиовещание                          | Эфирное аудиовещание                              | Кабельное телевидение           |
| ---------------------------------------- | --------------------------------- | ------------------------------------------------- | ------------------------------------------------- | ------------------------------------------------- | ------------------------------------------------- | ------------------------------- |
| Обозначение                              | -                                 | ISDB-S                                            | ISDB-T                                            | Спутник 2.6 GHz для мобильных устройств           | ISDB-Tsb                                          | 64QAM, Транс-модуляция (ISDB-C) |
| Трансляция сигнала                       | DVB-S                             | ARIB STD-B20                                      | ARIB STD-B31                                      | ARIB STD-B41                                      | ARIB STD-B29                                      | -                               |
| Трансляция сигнала                       | -                                 | ITU-R BO.1408                                     | ITU-R BT.1306-1                                   | -                                                 | ITU-R BS.1114                                     | ITU-T J.83 Annex C, J.183       |
| Ресивер                                  | ARIB STD-B16                      | ARIB STD-B21                                      | ARIB STD-B21                                      | ARIB STD-B42                                      | ARIB STD-B30                                      | JCTEA STD-004, STD-007          |
| Тип сервера для вещания                  | -                                 | ARIB STD-B38                                      | ARIB STD-B38                                      | ARIB STD-B38                                      | ARIB STD-B38                                      | -                               |
| Условный доступ                          | -                                 | ARIB STD-B25 (Multi-2)                            | ARIB STD-B25 (Multi-2)                            | ARIB STD-B25 (Multi-2)                            | ARIB STD-B25 (Multi-2)                            | JCTEA STD-001                   |
| Информация о сервисах                    | -                                 | ARIB STD-B10                                      | ARIB STD-B10                                      | ARIB STD-B10                                      | ARIB STD-B10                                      | JCTEA STD-003                   |
| Передача данных                          | -                                 | ARIB STD-B24 (BML), ARIB STD-B23 (EE or MHP like) | ARIB STD-B24 (BML), ARIB STD-B23 (EE or MHP like) | ARIB STD-B24 (BML), ARIB STD-B23 (EE or MHP like) | ARIB STD-B24 (BML), ARIB STD-B23 (EE or MHP like) | -                               |
| Сжатие и мультиплексирование аудио/видео | MPEG-2                            | ARIB STD-B32 (MPEG)                               | ARIB STD-B32 (MPEG)                               | ARIB STD-B32 (MPEG)                               | ARIB STD-B32 (MPEG)                               | -                               |
| Технический отчет                        | -                                 | ARIB TR-B13                                       | ARIB TR-B14                                       | -                                                 | -                                                 | -                               |

## Таблица передающих систем эфирного телевидения высокой четкости
| Системы                           | ATSC 8-VSB                                                   | DVB COFDM | ISDB BST-COFDM |
| Кодирование источника             | Кодирование источника                                        | Кодирование источника | Кодирование источника |
| --------------------------------- | ------------------------------------------------------------ | --- | --- |
| Видео                             | Синтаксис основного профиля ISO/IEC 13818-2 (MPEG-2 — video) | Синтаксис основного профиля ISO/IEC 13818-2 (MPEG-2 — video) | Синтаксис основного профиля ISO/IEC 13818-2 (MPEG-2 — video) |
| Аудио                             | Стандарт ATSC A/52 (Dolby AC-3)                              | ISO/IEC 13818-2 (MPEG-2 — аудио II уровня) и Dolby AC-3 | ISO/IEC 13818-7 (MPEG-2 — аудио формата AAC) |
| Передающая система                |                                                              | | |
| Кодирование канала                | -                                                            | - | - |
| Внешнее устройство кодирования    | R-S (207, 187, t = 10)                                       | R-S (204, 188, t = 8) | R-S (204, 188, t = 8) |
| Внешнее устройство чередования    | 52 блока чередования R-S                                     | 12 блоков чередования R-S | 12 блоков чередования R-S |
| Внутреннее устройство кодирования | Уровень 2/3 решетчатого кода                                 | Код пунктирной свертки: Уровень 1/2, 2/3,3/4, 5/6, 7/8 Постоянная длина = 7, Полиномиалы (восьмеричные) = 171, 133                                                                        | Код пунктирной свертки: Уровень 1/2, 2/3,3/4, 5/6, 7/8 Постоянная длина = 7, Полиномиалы (восьмеричные) = 171, 133 |
| Внутреннее устройство чередования | от 12 до 1 решетчатого кода чередования                      | Побитовое и частотное чередование | Побитовое, частотное или временное чередование |
| Рандомизация данных               | 16-bit PRBS                                                  | 16-bit PRBS | 16-bit PRBS |
| Модуляция                         | 8-VSB and 16-VSB                                             | COFDM QPSK, 16QAM and 64QAM Иерархическая модуляция: совокупность множественных разрешений (16QAM and 64 QAM) Защитный интервал: 1/32, 1/16, 1/8 & 1/4 символа OFDM 2 режима: 2k и 8k FFT | BST-COFDM с 13 сегментами частот DQPSK, QPSK, 16QAM and 64QAM Иерархическая модуляция: для каждого сегмента случайный выбор из трех модуляций Защитный интервал: 1/32, 1/16, 1/8 & 1/4 символа OFDM 3 режима: 2k, 4k и 8k FFT |